# Charles Canivet
Pour les articles homonymes, voir Canivet.
Charles-Alfred Canivet, né le 10 février 1839 à Valognes et mort le 29 novembre 1911 à Paris 6e, est un journaliste, poète, romancier et conteur français.

## Biographie
Secrétaire d'Amédée Thierry, il donnait une chronique quotidienne au Soleil sous le pseudonyme de « Jean de Nivelle ». Après s'être essayé au théâtre, il a laissé de nombreux ouvrages littéraires sous la forme de contes, romans et poésies.
Il est mort le 29 novembre 1911 en son domicile 13, rue de Savoie, et est inhumé au cimetière  de Montmartre,, avec son épouse Marie-Amélie Maurouard.

## Œuvres
- Une fauvette et deux merles, comédie en 1 acte et en prose, Caen, E. Alliot, 1863.
- Chants libres, poésies, Caen, Legost-Clérisse, 1866.
- Histoires extravagantes, Paris, Mauger, Capart et Cie, 1871.
- La Prise de Sidney Smith en 1796, Paris, bureau du Journal de Paris, 1875.
- Jean Dagoury, Paris, E. Plon, 1877.
- Croquis et paysages, sonnets, Paris, A. Lemerre, 1878.
- Constance Giraudel, Paris, bureaux de la Presse, 1879.
- Nouveaux contes en vers et poésies variées, Paris, G. Chamerot, 1880.
- Pauvres diables, Paris, G. Charpentier, 1882.
- Le Long de la côte, Paris, A. Lemerre, 1883.
- Les Colonies perdues, Paris, Jouvet, 1884.
- La Nièce de l'organiste, Paris, E. Plon, Nourrit et Cie, 1885.
- Les Hautemanière, Paris, P. Ollendorff, 1885.
- Pilote-Major, Paris, N. Martinet, 1888.
- La Ferme des Gohel, Paris, C. Marpon et E. Flammarion, 1888.
- Contes de la mer et des grèves[5], Paris, Jouvet, 1889.
- Après la tempête, poésie, Paris, P. Mouillot, 1889.
- L'Amant de Rébecca, Paris, E. Plon, Nourrit et Cie, 1890.
- Lise Heurtevent, Paris, M. Dreyfous, 1891 (également publié sous forme de roman-feuilleton dans Le Figaro du 30 mars au 2 juin 1891).
- Contes du vieux pilote, Paris, Jouvet, 1891.
- Mademoiselle Maréchal ; La Petite Sœur ; L'Élection d'un maire, Paris, V. Havard, 1891.
- Enfant de la mer, Paris, E. Flammarion, 1896.
- Fils de pêcheur, Paris, bureaux du Journal des voyages, [s. d.].